# Rosey Fletcher
Rosey Fletcher (Anchorage, 30 november 1975) is een voormalig snowboardster uit de Verenigde Staten. Ze vertegenwoordigde haar vaderland op de Olympische Winterspelen 1998 in Nagano, de Olympische Winterspelen 2002 in Salt Lake City en de Olympische Winterspelen 2006 in Turijn.
Tegenwoordig heeft ze haar eigen mini bakkerij 'Jerome Street Bakery'. Elke week bakt ze hiervoor zelf enkele taarten thuis en de opbrengst van deze taarten gaat naar een goede doel.

## Resultaten

### Snowboarden

#### Olympische Winterspelen
| Jaar | Plaats         | Resultaten               |
| ---- | -------------- | ------------------------ |
| 1998 | Nagano         | DNF Reuzenslalom         |
| 2002 | Salt Lake City | 26e Parallelreuzenslalom |
| 2006 | Turijn         | Parallelreuzenslalom     |

### Wereldkampioenschappen
| Jaar | Plaats               | Resultaten                                                   |
| ---- | -------------------- | ------------------------------------------------------------ |
| 1997 | San Candido          | 5e Reuzenslalom                                              |
| 1999 | Berchtesgaden        | 19e Reuzenslalom · Parallelreuzenslalom · 22e Parallelslalom |
| 2001 | Madonna di Campiglio | 6e Reuzenslalom · Parallelreuzenslalom · 9e Parallelslalom   |
| 2003 | Kreischberg          | 11e Parallelreuzenslalom 4e Parallelslalom                   |
| 2005 | Whistler Blackcomb   | 39e Parallelreuzenslalom 4e Parallelslalom                   |

### Wereldbeker
Eindklasseringen
| Seizoen   | Algemeen           | Reuzenslalom       | Parallel- reuzenslalom | Parallelslalom     | Parallel           |
| --------- | ------------------ | ------------------ | ---------------------- | ------------------ | ------------------ |
| 1996/1997 | 27e 373,00 punten  | 8e 3726,00 punten  |                        |                    |                    |
| 1997/1998 | 58e 150,00 punten  | 19e 1500,00 punten |                        |                    |                    |
| 1998/1999 | 57e 145,00 punten  | 18e 1450,00 punten |                        |                    |                    |
| 1999/2000 | 9e 810,00 punten   | 7e 2680,00 punten  | 4e 4270,00 punten      |                    | 4e 4270,00 punten  |
| 2000/2001 | · 980,00 punten    | 6e 1600,00 punten  |                        | · 7540,00 punten   |                    |
| 2001/2002 | -                  | 5e 450,00 punten   | 11e 3250,00 punten     | 12e 1508,00 punten | 15e 680,00 punten  |
| 2002/2003 | -                  |                    | -                      | -                  | 23e 2280,00 punten |
| 2003/2004 | -                  |                    | -                      | -                  | 25e 1508,00 punten |
| 2004/2005 |                    |                    | -                      | -                  | 18e 2147,00 punten |
| 2005/2006 | 34e 2190,00 punten |                    | -                      | -                  | 12e 2190,00 punten |

| - | Dit seizoen niet deelgenomen aan dit onderdeel. |
|   | Onderdeel werd dit seizoen niet gehouden.       |

Wereldbekerzeges
| Datum            | Plaats           | Onderdeel      |
| ---------------- | ---------------- | -------------- |
| 8 maart 1997     | Bardonecchia     | Reuzenslalom   |
| 18 december 1999 | Mont-Sainte-Anne | Reuzenslalom   |
| 10 maart 2000    | San Candido      | Parallelslalom |
| 7 januari 2001   | Kreischberg      | Parallelslalom |
| 31 januari 2001  | Bad Gastein      | Parallelslalom |
| 9 februari 2001  | Berchtesgaden    | Parallelslalom |
| 6 december 2002  | Tandådalen       | Parallelslalom |

### Europabeker
Eindklasseringen
| Seizoen   | Parallel          |
| --------- | ----------------- |
| 2003/2004 | 46e 155,00 punten |
| 2004/2005 | 93e 80,00 punten  |

### Noord-Amerikabeker
Eindklasseringen
| Seizoen   | Parallel          |
| --------- | ----------------- |
| 2001/2002 | -                 |
| 2002/2003 | 8e 680,00 punten  |
| 2003/2004 | 12e 867,00 punten |
| 2004/2005 | 12e 830,00 punten |
| 2005/2006 | 21e 560,00 punten |

Noord-Amerikabekerzeges
| Datum            | Plaats           | Onderdeel      |
| ---------------- | ---------------- | -------------- |
| 12 november 2001 | Copper Mountain  | Reuzenslalom   |
| 26 maart 2006    | Crystal Mountain | Parallelslalom |